# Maison Betbeder-Baïta
La maison Betbeder-Baïta est une demeure historique située à Saint-Jean-de-Luz, quai de l'Infante, dans les Pyrénées-Atlantiques. Elle donne sur le port. Elle fait l'objet d'une inscription auprès des monuments historiques en 1994.

## Présentation
Cette grande demeure de deux étages du XVIIe siècle non loin de la maison de l'Infante a une allure de palazzo. L'entrée principale est surmontée d'un petit fronton et le rez-de-chaussée est ponctué de quatre oculi. Elle est inscrite dans sa totalité auprès des monuments historiques par arrêté du 17 mars 1994.